# Stigand
Stigand (zm. 1072) – angielski duchowny przed inwazją Normanów na Anglię. Jego data narodzin jest nieznana, ale w 1020 roku służył jako kapelan i doradca królewski. W 1043 roku był mianowany biskupem Elmham, a później biskupem Winchesteru i arcybiskupem Canterbury. Stigand działał jako doradca kilku członków anglosaskiej i normandzkiej dynastii królewskiej z Anglii, służąc sześciu kolejnym królom. Ekskomunikowany przez kilku papieży za piastowanie jednocześnie dwóch biskupstw (w Winchesterze i Canterbury), został ostatecznie usunięty z urzędu w 1070 roku, a jego posiadłości i majątek osobisty zostały skonfiskowane przez Wilhelma Zdobywcę. Stigand został uwięziony w Winchesterze, gdzie zmarł, nie odzyskawszy wolności.
Stigand służył królowi Kanutowi Wielkiemu jako kapelan w ufundowanym w 1020 przez tego władcę kościele w Ashingdon, a później także jako jego doradca. Rolę tę pełnił także za panowania synów Kanuta Wielkiego – Harolda I Zajęczej Stopy i Hardekanuta. Kiedy pasierb Kanuta Wielkiego, Edward Wyznawca, zastąpił na tronie Hardekanuta, Stigand prawdopodobnie został głównym zarządcą Anglii. Zakonni kronikarze z czasów Stiganda oskarżali go o wyłudzanie pieniędzy i ziemi od Kościoła. W 1066 roku bogatsze od posiadłości Stiganda były tylko dobra królewskie Harolda II Godwinsona.
W 1043 roku Edward mianował Stiganda biskupem Elmham, cztery lata później biskupem Winchesteru, a w 1052 roku metropolitą Canterbury. Ostatnie dwie funkcje Stigand sprawował jednocześnie, za co ekskomunikowało go pięciu kolejnych papieży (od Leona IX do Aleksandra II). Stigand był obecny przy łożu śmierci króla Edwarda i podczas koronacji Harolda II Godwinsona na króla Anglii w 1066 roku. Po śmierci Harolda Stigand został poddanym Wilhelma Zdobywcy. W Boże Narodzenie 1066 roku arcybiskup Yorku Ealdred koronował Wilhelma na króla Anglii. Ekskomunika Stiganda oznaczała, że mógł on tylko asystować przy obrzędzie.
Pomimo rosnących nacisków, aby usunąć Stiganda ze stanowiska, przebywał on na dworze królewskim aż do 1070 roku, gdy został usunięty z urzędu przez legatów papieskich i uwięziony w Winchesterze. Jego nieposłuszeństwo wobec papiestwa było wykorzystywane w celach propagandowych przez Normanów, wskazujących, że angielski Kościół jest zacofany i wymaga reform.

## Młodość
Data urodzenia Stiganda nie jest znana. Urodził się w Anglii Wschodniej, prawdopodobnie w Norwich, w zamożnej rodzinie, która miała angielskie i skandynawskie korzenie, na co wskazuje fakt, iż imię Stiganda było pochodzenia skandynawskiego, a imię jego brata angielskiego. Brat Stiganda, Æthelmær również był duchownym (zastąpił Stiganda na stanowisku biskupa Elmham), a nieznana z imienia siostra była właścicielką ziemi w Norwich.
Stigand po raz pierwszy pojawia się w źródłach historycznych w roku 1020 jako kapelan królewski na dworze władcy Anglii Kanuta Wielkiego, panującego w latach 1016–1035. W tym samym roku otrzymał prebendę w ufundowanym przez władcę kościele w Ashingdon lub Assandun, co świadczy o względach, jakimi darzył go król w czasie, gdy usuwał z Anglii potencjalnych wrogów politycznych. Niewiele wiadomo o życiu Stiganda w okresie panowania Kanuta. Pojawia się okazjonalnie jako świadek w różnych aktach prawnych z epoki, z czego wynika, że był członkiem królewskiego dworu. Po śmierci Kanuta Stigand służył kolejno jego synom – Haroldowi I Zajęczej Stopie (panującemu w latach 1035–1040) i Hardekanutowi (władającemu w latach 1040–1042). Gdy Hardekanut zmarł, Stigand został doradcą jego matki – Emmy z Normandii (wdowy po Kanucie, a zarazem matki nowego króla Anglii Edwarda Wyznawcy). Mógł być także jej kapelanem. Możliwe, że Stigand był doradcą Emmy jeszcze za życia Kanuta i że swoją prebendę zawdzięczał jej wpływom i przychylności. Ponieważ niewiele wiadomo o działalności Stiganda przed jego nominacją na biskupa, trudno stwierdzić, komu zawdzięczał swój urząd.

## Biskup Elmham i Winchesteru
Wkrótce po koronacji Edwarda Wyznawcy, która odbyła się 3 kwietnia 1043, Stigand, prawdopodobnie ze wskazania Emmy, został powołany na biskupstwo Elmham. Była to pierwsza nominacja biskupia za panowania Edwarda. Diecezja Elmham obejmowała Anglię Wschodnią i była jedną z biedniejszych. W 1043 Stigand został konsekrowany na biskupa, ale jeszcze w tym samym roku został przez Edwarda usunięty z urzędu i pozbawiony majątku. Zapewne stało się tak, ponieważ Stigand był uważany za najbardziej zaufanego doradcę królowej-matki Emmy, którą pozbawiono wtedy władzy. Wedle niektórych źródeł Emma zaprosiła króla norweskiego Magnusa I Dobrego, rywala pretendującego do angielskiego tronu, aby najechał na Anglię, i zaoferowała własny majątek, by mu pomóc. Niektórzy podejrzewali, że Stigand nakłaniał Emmę, by wsparła Magnusa, i właśnie to było przyczyną wtrącenia go do więzienia. Dodatkowymi czynnikami, które miały przyczynić się do upadku Emmy i Stiganda, były bogactwo Emmy i niechęć wobec jej wpływów politycznych, wiązanych z panowaniem niepopularnego Hardekanuta. W 1044 król przywrócił Stiganda na stanowisko, co wskazuje, że nie posądzał go o uczestnictwo w spisku.
W 1046 roku Stigand zaczął występować w roli świadka w przywilejach wydawanych przez Edwarda Wyznawcę, co świadczy, że odzyskał królewską łaskę. W 1047 roku został przeniesiony na biskupstwo Winchesteru, zatrzymując jednak również stanowisko biskupa w Elmham do 1052 roku. Mógł on zawdzięczać swój awans Godwinowi z Kentu, teściowi króla Edwarda, chociaż niektórzy historycy to kwestionują. Emma, która po odzyskaniu przychylności Edwarda, przeniosła się do Winchesteru, również mogła mieć wpływ, samodzielnie lub w porozumieniu z Godwinem, na mianowanie Stiganda. Po objęciu biskupstwa w Winchesterze Stigand poświadczał wszystkie zachowane przywileje wystawiane przez króla Edwarda w latach 1047–1052.
Niektórzy historycy uważają, że Stigand popierał earla Godwina w jego sporze z Edwardem Wyznawcą w latach 1051–1052, a inni uznają, że był w tym konflikcie neutralny. Spór rozpoczął się od walki między Eustachym II z Boulogne, szwagrem króla, i jego sługami a ludźmi z miasta Dover. Król rozkazał Godwinowi ukarać miasto, ale ten odmówił. Dalsze naciski Edwarda osłabiły pozycję Godwina i ten w 1051 roku uciekł wraz z rodziną z Anglii. Hrabia powrócił w 1052 z poważnymi siłami zbrojnymi, ale ostatecznie zawarł ugodę z królem. Niektóre średniowieczne źródła podają, że Stigand, który nie udał się na wygnanie z Godwinem, brał udział w pokojowych negocjacjach pomiędzy królem i jego earlem, a Kronika anglosaska z Canterbury nazywa go królewskim kapelanem i doradcą w trakcie rokowań.

## Arcybiskup Canterbury

### Powołanie do Canterbury i problemy z papiestwem
Arcybiskupstwo Canterbury stało się przedmiotem sporu między Edwardem i Godwinem. Papież Leon IX zapoczątkował ruch, który przekształcił się później w reformę gregoriańską. Starania Leona koncentrowały się na poprawie poziomu duchowieństwa i zakazie symonii – kupowania i sprzedawania urzędów kościelnych. W 1049 Leon IX publicznie oświadczył, że będzie bardziej interesował się sprawami angielskiego Kościoła i że będzie dokładnie sprawdzał kandydatów na biskupów. Kiedy w 1051 zmarł arcybiskup Canterbury Edsige mnisi z katedralnej kapituły wybrali Æthelrica, krewnego earla Godwina, na arcybiskupa. Król Edward sprzeciwił się temu wyborowi i zamiast Æthelrica mianował Roberta z Jumièges, który był Normanem i biskupem Londynu. Oprócz dalszego zaognienia sporu między Edwardem a Godwinem, nominacja to wskazywała, że kompromisowość Edwarda w kwestii reform kościelnych jest ograniczona.

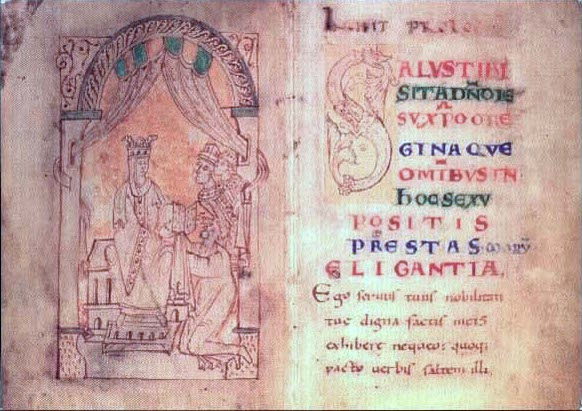
Emma z Normandii z synami – Hardekanutem i Edwardem Wyznawcą. Kopia rękopisu Encomium Emmae Reginae z 1042 roku.

Chociaż przed mianowaniem Robert nie dał się poznać jako reformator, to po powrocie z Rzymu w 1051 roku (został tam wyświęcony przez papieża) sprzeciwił się królewskiemu wyborowi na biskupa Londynu, powołując się na fakt, że kandydat nie był odpowiedni. Próby Roberta odzyskania majątku kościelnego, który został zawłaszczony przez earla Godwina, przyczyniły się do kłótni między Godwinem i królem. Kiedy Godwin powrócił do Anglii w 1052 roku, Robert został wyjęty spod prawa i wygnany. Król Edward mianował wtedy Stiganda arcybiskupem. Nominacja była nagrodą bądź ze strony Godwina dla Stiganda za wsparcie podczas konfliktu z Edwardem, bądź ze strony króla Edwarda za pomyślne wynegocjowanie pokojowego zakończenia kryzysu w 1052. Stigand był pierwszym nie-mnichem, który został nominowany na angielskie arcybiskupstwo od czasów świętego Dunstana (arcybiskup od 959 do 988).
Papiestwo odmówiło uznania nominacji Stiganda, ponieważ Robert wciąż żył i nie został pozbawiony urzędu przez papieża. Robert z Jumièges zwrócił się do papieża. Leon IX wezwał Stiganda do Rzymu, a kiedy ten nie przybył, obłożył go ekskomuniką. Historyk Nicholas Brooks uważa, że Stigand nie został ekskomunikowany w tym czasie, ale raczej został zobowiązany do powstrzymania się od sprawowania wszelkich arcybiskupich funkcji, takich jak konsekracja biskupów. Brooks wskazuje, że w 1062 roku legaci papiescy zasiadali w radzie ze Stigandem, co byłoby niemożliwe, gdyby był ekskomunikowany. Legaci nie zrobili też nic, aby zmienić pozycję Stiganda, chociaż jeden z nich później, w 1070 roku, pomógł usunąć go ze stanowiska. Jednakże papież Leon IX i jego następcy Wiktor II i Stefan IX nadal uznawali Stiganda za ustanowionego w sposób niekanoniczny.
Stigand nie udał się do Rzymu, by otrzymać od papieża paliusz, taśmę noszoną wokół szyi, która jest symbolem arcybiskupiej władzy, co było zwyczajem praktykowanym przez szereg jego poprzedników. Kilku średniowiecznych kronikarzy utrzymuje, ze zamiast tego nosił paliusz Roberta z Jumièges. Nie wiadomo czy Stigand w ogóle zwrócił się do papieża o paliusz tuż po mianowaniu. Prawdopodobnie wiedział, że ze względu na ruch reformatorski jego prośba spotkałaby się z odmową. W 1058 antypapież Benedykt X, który był przeciwnikiem wielu reform nadał mu paliusz. Jednakże reformatorzy obwołali Benedykta antypapieżem i obalili go w roku następnym, uchylając moc wszystkich jego decyzji, w tym o nadaniu Stigandowi paliusza. Dokładne okoliczności, które doprowadziły do przyznania paliusza nie są znane. Nie wiadomo czy nadano go na wniosek Stiganda czy bez jego prośby.
Po jego przeniesieniu do Canterbury, Stigand zrzekł się biskupstwa w Elmham na rzecz brata Æthelmæra, ale zatrzymał diecezję Winchesterze. Canterbury i Winchester były dwoma najbogatszymi biskupstwami w Anglii. Chociaż precedens zezwalał na jednoczesne zajmowanie bogatego i biednego biskupstwa, posiadanie dwóch bogatych biskupstw pozbawione było wszelkich podstaw. Stigand zatrzymał Winchester być może przez chciwość albo też przez to że jego władza w Canterbury nie była pewna. Poza tym zatrzymał opactwo Gloucester oraz opactwo Ely i być może jeszcze inne klasztory. Niezależnie od powodów, zatrzymanie Winchesteru zrobiło ze Stiganda posiadacza więcej niż jednego beneficjum w tym samym czasie. Praktykę taką zwalczał rozwijający się ruch reformatorski. Pięciu kolejnych papieży (Leon IX, Wiktor II, Stefan IX, Mikołaj II i Aleksander II) ekskomunikowało Stiganda za zajmowanie jednocześnie Winchesteru i Canterbury. Historyk Emma Mason sugeruje, że Edward odmówił usunięcia Stiganda, gdyż to naruszyłoby królewski przywilej do mianowania biskupów i arcybiskupów bez ingerencji papieża. Dodatkowo pogarszając pozycję Stiganda, papież Mikołaj II ustalił, że posiadanie więcej niż jednego beneficjum w tym samym czasie jest niezgodne z prawem kanonicznym, chyba że zostanie zatwierdzone przez papieża.
Stigand został później oskarżony przez kronikarzy zakonnych o symonię, ale jako iż wszystkie te oskarżenia datuje się na mające miejsce po 1066, to istnieje podejrzenie, że oskarżenia zostały specjalnie spreparowane na potrzebę oczernienia kościoła angielskiego jako skorumpowanego i zacofanego przez normandzkich najeźdźców. Średniowieczny kronikarz, Wilhelm z Poitiers, twierdził również, że w 1052 Stigand potwierdził prawa Wilhelma z Normandii, późniejszego Wilhelma Zdobywcy do następstwa po królu Edwardzie. Fakt ten wykorzystywany był w celach propagandowych po inwazji. Niektórzy historycy (m.in. David Bates) uważają to jednak za mało prawdopodobne. Zarówno przed, jak i po inwazji na Anglię, Normanowie bardzo skutecznie wykorzystywali postać Stiganda w swojej propagandzie.

### Sprawy kościelne
Diecezja w Yorku wykorzystała problemy Stiganda z papiestwem do rozszerzenia swojego zwierzchnictwa. W czasie ekskomuniki Stiganda, biskupstwo w Yorku wysuwało roszczenia do zwierzchnictwa nad diecezjami Lichfield i Dorchester. Jednakże w 1062 roku legaci papiescy Aleksandra II przybyli do Anglii. Nie dymisjonowali Stiganda, a nawet konsultowali się z nim i uznali go arcybiskupem. Miał on pozwolenie na uczestnictwo w odbywających się radach i był aktywnym uczestnikiem razem z legatami w działalności rady.
Wielu biskupów w Anglii nie chciało być konsekrowanych przez Stiganda. Zarówno Giso z Wells, jak i Walter z Hereford woleli udać się do Rzymu, by w 1061 być konsekrowanymi przez papieża, niż żeby Stigand miał tego dokonać. Podczas krótkiego okresu, w którym paliusz Stiganda był uznany, zdążył on konsekrować Æthelrica z Selsey i Siwarda z Rochester. W przeciwieństwie do nich opaci klasztorni byli konsekrowani przez Stiganda przez cały czas pełnienia funkcji arcybiskupa. Jego święcenia nie obejmowały jedynie opatów klasztorów z prowincji, którą zarządzał, takich jak Æthelsige na opata opactwa świętego Augustyna w Canterbury, ale również Baldwina jako opata św. Edmunda i Thurstana na opata Ely. Po inwazji Normanów Stigand został oskarżony o sprzedaż urzędów opackich, jednak żaden z opatów, których konsekrował, nie został pozbawiony pozycji, co czyni ten zarzut podejrzanym.
Stigand był prawdopodobnie najbardziej hojnym darczyńcą i fundatorem na cele kościelne swoich czasów. Był dobroczyńcą opactwa w Ely, opactwa św. Augustyna w Canterbury, św. Edmunda w Bury oraz kościoła katedralnego w Winchesterze, którym podarował ogromne złote lub srebrne krzyże. Jak podają klasztorne kroniki, krzyże ofiarowane do Ely, Bury i Winchester zawierały naturalnej wielkości figurę Chrystusa z odpowiednimi figurami Matki Boskiej i Jana Ewangelisty i prawdopodobnie były zamontowane na stałe nad ołtarzem lub w innym miejscu. Mogły być wykonane z cienkich blach z metali szlachetnych na drewnianym rdzeniu. Z tamtej epoki nie przetrwały żadne podobne krzyże z bocznymi figurami Matki Boskiej i Jana, choć mamy duże malowane drewniane krzyże jak niemiecki krucyfiks Gerona z około 980 i Volto Sancto z Lukki (odnowiony z późniejszą rzeźbą), który zainspirował po powrocie z Rzymu Leofstana, opata z Bury (zmarł 1065), do stworzenia podobnej figury, być może pokrytej metalami szlachetnymi. Stigand podarował również Ely złote i srebrne naczynia liturgiczne i ornat haftowany w złocie, „tak bezcennie wykonane i wartościowe, że nic w królestwie nie było uważane za bogatsze lub bardziej wartościowe”. Chociaż nie ma dowodów, że Stigand kiedykolwiek udał się do Rzymu, istnieją przesłanki, że poszedł na pielgrzymkę. Dwunastowieczny żywot świętego Willibrorda, napisany w opactwie Echternach, w dzisiejszym Luksemburgu, zaznacza, że „do tego miejsca przybył także Stigand, wybitny arcybiskup Anglików”. W dziele Stigand opisany jest jako darczyńca opactwa, obdarzający je dobrami i relikwiami świętych.

### Doradca króla
Podczas panowania Edwarda, Stigand był wpływowym doradcą na dworze i wykorzystywał swoją pozycję do powiększania majątku swojego, swoich przyjaciół i rodziny. Jak podaje Księga Sądu Ostatecznego ówczesna wartość kontrolowanych przez niego ziem (w momencie śmierci króla Edwarda) sięgała rocznego dochodu około 2500 funtów. Niewiele wskazuje jednak, że wzbogacił on Canterbury czy Winchester. Mianował on także swoich zwolenników na biskupstwa w swej diecezji. W 1058 mianował Siwarda biskupem Rochesteru i Æthelrica biskupem Selsey. Dzięki swojej pozycji (zajmowanie dwóch biskupstw i obsadzenie biskupstw w południowo-wschodniej Anglii swoimi zwolennikami), Stigand był ważną postacią w obronie wybrzeża przed inwazją.
Stigand mógł być odpowiedzialny za administrację królewską. Być może stał również za staraniami w odnalezieniu Edwarda Wygnańca i jego brata Edmunda po 1052, prawdopodobnie w celu zapewnienia bardziej akceptowalnego następstwa po królu Edwardzie. Jego ziemskie dobra były rozsiane w dziesięciu hrabstwach, a w niektórych z nich wielkością przewyższały nawet dobra królewskie. Pomimo tego iż normańscy propagandyści twierdzili, że już w 1051 lub 1052 król Edward obiecał tron Anglii księciu Normandii Wilhelmowi, później znanemu jako Wilhelm Zdobywca, mało jest dowodów potwierdzających tę obietnicę z innych niż normańskie źródła. W 1053 Edward prawdopodobnie zorientował się, że nie będzie miał syna z małżeństwa, więc on i jego doradcy zaczęli szukać następcy. Edward Wygnaniec był synem króla Edmunda II (panował w 1016), a Edward został wygnany z Anglii po śmierci ojca w 1017 roku. Chociaż to Ealdred, biskup Worcesteru, udał się na kontynent w poszukiwaniu Edwarda, Ian Walker, biograf króla Harolda II, uważa, że za tymi staraniami stał Stigand. W końcu Edward wrócił do Anglii, ale zmarł wkrótce potem, zostawiając młodego syna Edgara Æthelinga.

## Ostatnie lata i spuścizna

### Inwazja Normanów

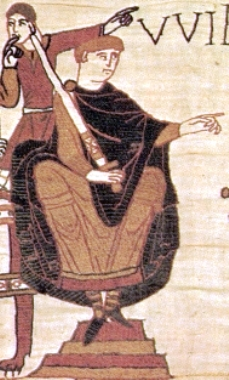
Wilhelm I przedstawiony na Tkaninie z Bayeux, początkowo zaakceptował pozycję Stiganda, lecz później zezwolił legatom papieskim na pozbawienie go urzędu.

Król Edward, będąc na łożu śmierci, zostawił koronę swojemu szwagrowi Haroldowi II, synowi earla Godwina. Stigand przygotował królewski pogrzeb. Normańscy kronikarze twierdzą, że to Stigand koronował Harolda na króla w styczniu 1066 roku. Informacja ta jest jednak uznawana za nieprawdziwą, ponieważ leżało w interesie Wilhelma przedstawianie Harolda jako koronowanego w niewłaściwy sposób. Jeśli Harold nie był we właściwy sposób koronowany, to Wilhelm jedynie upomniał się o należne mu dziedzictwo, a nie usunął prawowitego króla. Tkanina z Bayeux przedstawia Stiganda na koronacji Harolda, chociaż nie pokazuje go wkładającego koronę na jego głowę. Angielskie źródła podają, że to Ealdred, arcybiskup Yorku, koronował Harolda, podczas gdy normańskie źródła w tej roli przedstawiają Stiganda. Sprzeczność między źródłami prawdopodobnie wynika z tego, że po podboju normańskim usiłowano oczerniać Harolda i ukazywać jego koronację jako nieprawidłową. Współczesne badania historyczne wykazały, że koronacji dokonał Ealdred, z powodu wątpliwości co do statusu Stiganda. Jednak historyczka Pauline Stafford wskazuje, że Harolda mogli koronować jednocześnie obaj arcybiskupi. Inny historyk, Frank Barlow, napisał w 1979 r., iż to niektóre angielskie źródła nie podają imienia arcybiskupa, który koronował Harolda „przechyla szalę na korzyść Stiganda”.
Stigand poparł Harolda i był obecny przy Edwardzie Wyznawcy na łożu śmierci. Osoba Stiganda i pozycja jaką zajmował mogły mieć wpływ na poparcie papieża Aleksandra II udzielone inwazji Wilhelma Zdobywcy na Anglię. Reformatorzy, prowadzeni przez archidiakona Hildebranda – późniejszego papieża Grzegorza VII, sprzeciwiali się biskupom dawnego typu, bogatym i powoływanym przez świeckich władców.
Po śmierci Harolda w bitwie pod Hastings Stigand, działając wspólnie z earlem Edwinem i earlem Morcarem oraz arcybiskupem Yorku Ealdredem, starał się osadzić na tronie Edgara Æthelinga. Plan ten nie powiódł się z powodu sprzeciwu ze strony hrabiów z północy oraz niektórych biskupów. Na początku grudnia 1066, w Wallingford, Stigand uznał Wilhelma Zdobywcę i uczestniczył w jego koronacji w Boże Narodzenie 1066, chociaż koronacji przewodził Ealdred. Wilhelm zabrał ze sobą Stiganda do Normandii w 1067 roku choć nie jest pewne, czy – jak sugeruje kronikarz Wiliam z Poitiers – zrobił tak, bo mu nie ufał. Stigand był obecny na koronacji Matyldy, żony Wilhelma, na królową Anglii w 1068, jednak i tym razem ceremonii przewodniczył Ealdred.

### Odwołanie z urzędu i śmierć
Po wybuchu pierwszych rebelii pod koniec 1067 roku, Wilhelm przyjął politykę pojednania z kościołem. Dał Stigandowi pozycję na dworze, jak również podarował stanowiska administracyjne Ealdredowi z Yorku i Æthelwigowi, opatowi Evesham. Do lata 1069 arcybiskup Stigand pojawia się w królewskich aktach, wraz z przywódcami angielskimi i normandzkimi. Konsekrował nawet Remigiusa de Fécamp na biskupa Dorchester w 1067. Jednak gdy niebezpieczeństwo rebelii minęło, Wilhelm przestał potrzebować Stiganda. Na naradzie, która odbyła się w Wielkanoc 1070 roku, biskupi spotkali się z legatami papieża Aleksandra II. 11 kwietnia 1070 roku Stigand został zdjęty z urzędu przez papieskiego legata, Ermenfryda – biskupa Sionu i uwięziony w Winchesterze. Jego brat Æthelmær, biskup Elmham, został zdetronizowany na tej samej naradzie. Wkrótce potem, na naradzie w Windsorze, zdetronizowano również Aetherlica – biskupa Selsey, Ethelwin – biskupa Durham i żonatego biskupa Leofina – biskupa Lichfield. Podano trzy powody detronizacji Stiganda: że zajmował biskupstwo w Winchesterze razem z arcybiskupstwem Canterbury; że po ucieczce Roberta z Jumièges nie tylko zajął Canterbury, ale również przywdział zostawiony przez Roberta paliusz; oraz że swój własny paliusz otrzymał od antypapieża Benedykta X. Późniejsze kroniki utrzymują, że Stigand pojawił się na radzie, na której odwołano go z urzędu, ale nie wydaje się prawdopodobne, by podjął się obrony. Zarzuty podnoszone względem jego brata nie są nigdzie zapisane, co prowadzi do przekonania, że jego detronizacja miała głównie charakter polityczny. Tej samej wiosny Stigand oddał swój osobisty majątek opactwu Ely na przechowanie, ale po depozycji król Wilhelm skonfiskował go wraz z nieruchomościami. Król mianował na nowego arcybiskupa Lanfranka – uczonego z Włoch będącego dotychczas opatem w Normandii.
Wydaje się, że król Wilhelm pozostawił usunięcie Stiganda ze stanowiska papiestwu i nie przeszkadzał mu w sprawowaniu stanowiska, aż do przybycia do Anglii legatów papieskich w celu obalenia arcybiskupa i zreformowania Kościoła. Poza byciem świadkiem w przyznawaniu królewskich przywilejów i konsekracji Remigiusza, Stigand był prawdopodobnie członkiem rady królewskiej i miał możliwość swobodnego poruszania się po kraju. Ale po przybyciu legatów, Wilhelm nie zrobił nic by ochronić Stiganda, a arcybiskup później oskarżył go o działanie w złej wierze. Możliwe jest, że sam Stigand był zdziwiony tym, że legaci chcieli go usunąć z urzędu. Prawdopodobnie to śmierć Ealdreda w 1069 spowodowała, że papież wysłał legatów, ponieważ w Anglii został tylko jeden arcybiskup, w dodatku nieuznany za legalnie pełniącego swą funkcję i pozbawiony możliwości konsekracji biskupów. Historyk George Garnett wskazuje podobieństwo pomiędzy potraktowaniem króla Harolda w Księdze Sądu Ostatecznego, gdzie w zasadzie pomija się go jako króla, do traktowania Stiganda po jego złożeniu z urzędu, gdzie jego pełnienie funkcji arcybiskupa jest traktowane tak, jakby nie miało miejsca.

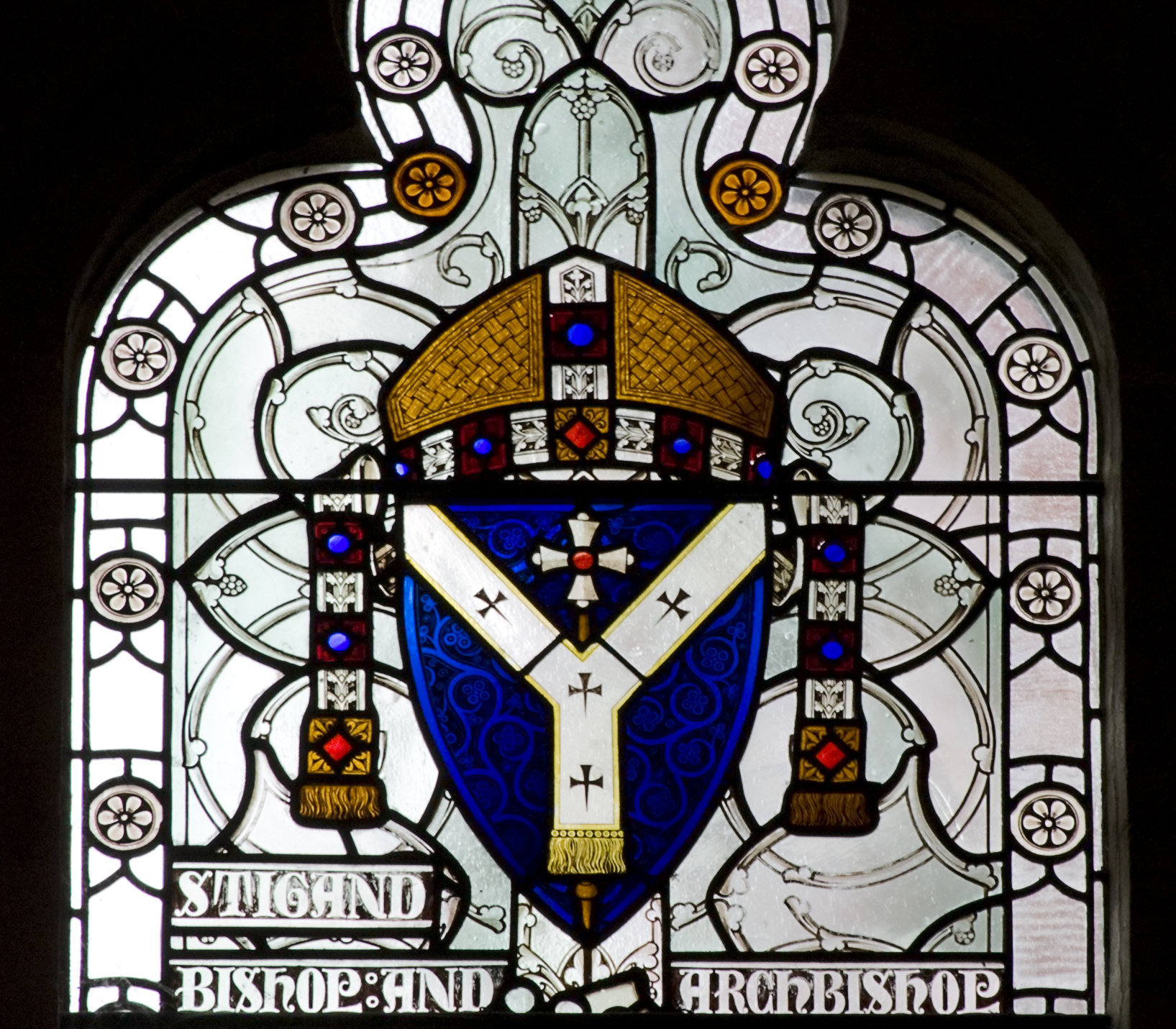
Pochodząca z epoki wiktoriańskiej rekonstrukcja herbu Stiganda w Winchester Great Hall.

Stigand zmarł w 1072, kiedy nadal przebywał w więzieniu, a jego śmierć nastąpiła 21 lub 22 lutego. W czasie pomiędzy odwołaniem z urzędu i jego śmiercią, wdowa po królu Edwardzie i siostra króla Harolda, Edyta z Wessex, odwiedziły go w areszcie i rzekomo powiedziały mu, żeby bardziej dbał o siebie. Został pochowany w Old Minster w Westminsterze.
W chwili śmierci króla Edwarda, tylko dobra królewskie i dobra Harolda były większe i bogatsze o tych posiadanych przez Stiganda. Średniowieczni kronikarze potępiali go za chciwość i sprawowanie wielu urzędów. Średniowieczny kronikarz Hugh Chanter twierdził, że skonfiskowany majątek Stiganda pomógł utrzymać się królowi Wilhelmowi na tronie. Niedawne badania nad źródłami majątku Stiganda wskazują, że chociaż niektóre dobra zostały uzyskane na drodze wyzysku, to wiele z nich zdobyto dzięki dziedziczeniu lub z nadania królewskiego. Te same badania wskazują, że istnieje niewiele dowodów, że malwersował on dochody biskupie, choć wnioski dotyczące domów zakonnych są już bardziej podejrzliwe. W ówczesnych zapiskach nie ma zarzutów na temat jego prywatnego życia, a oskarżenia, że popełnił świętokupstwo i był analfabetą, pochodzą z XII wieku.
Chociaż zakonni kronikarze po inwazji Normanów oskarżali go o zbrodnie takie jak krzywoprzysięstwo i zabójstwo, nie przedstawili oni żadnych dowodów. Współcześni historycy opisują go albo jako zdolnego polityka i przeciętnego biskupa, albo też wyłącznie w kategoriach jego kościelnych słabości. Historyk Frank Stenton sądzi, że jego „cała kariera pokazuje że był on przede wszystkim politykiem”. Inny historyk, Eric John, powiedział, że „Stigand może się ubiegać o miano najgorszego biskupa w chrześcijaństwie”. Jednak historyk Frank Barlow sądzi, że „był on człowiekiem o kulturalnych upodobaniach, mecenasem sztuki, który był hojny dla swoich klasztorów”.